# 西班牙语名词
西班牙语具有表达具体对象、对象群体和类别，质量、感觉和其他的抽象概念的名词。所有名词具有传统语法上的性。可数名词活用为数（单数和复数）。然而，不可数名称与可数名称之间的区分比在英语中更加模糊。

## 性
西班牙语中所有名词都有两个语法性别之一：阳性或阴性（大多数是常规的，也就是说任意分配的）。大多数形容词和代词，以及所有的冠词和分词，它们的性别根据参照的或修饰的名词的性而变化。
例如这个句子“大桌子更好（Large tables are nicer）”的西班牙语为 Las mesas grandes son más bonitas，必须依赖名词的性来用词。名词 mesa “桌子”在西班牙语中为阴性，所以其冠词必须是阴性 la 而不是 el。而 mesas 在这里是复数，所以我们要用 las 而不是 la。两个形容词，无论是在名词旁边的还是在动词之后的，必须与名词“一致”。grande “大”不跟据性变化，所以它只需要一个复数标记：grandes。Bonito “美丽”的性和数要与名词一致，因此我们用 bonitas 跟随 mesas。西班牙语的学生在造句时必须牢记所有这些特点。

### 名词的性
在一般情况下，大多数以 -a, -ción, -sión ,-dad 和-tad 结尾的名词是阴性；其余的名词，通常是以 -o 或辅音结尾的，都是阳性。
名词可以被分为下面的类别：
- 应用于人和大多驯养动物：
  - 可变化词尾的名词。阴性的形式增加 a 或用 a 取代结尾的元音，例如：el profesor/la profesora、el presidente/la presidenta、el perro/la perra。通常，传统上由男人持有的职位的名词都是可变化词尾的。
  - 不变化的名词（西班牙语：sustantivos de género común），即阴性形式和阳性形式是相同的：el artista/la artista、el testigo/la testigo、el estudiante/la estudiante。
  - 具有特定语法性别的名词。名词具有固定的性，无论其描述的人的性别如何： el personaje、la visita。
- 应用于野生的和一些驯养的动物：
  - 该动物的两个性别由不同的单词来描述的名词，其中两个性别的动物有不同的词语来描述： el toro/la vaca “公牛/母牛”、el caballo/la yegua “公马/母马”。
  - 不区分性别（英语：Epicene）的名词。名词的性是固定的，其性别用 macho “男性”或 hembra “女性”。实例： la jirafa macho、la jirafa hembra、el rinoceronte macho、el rinoceronte hembra。
- 应用到事物：
  - 阳性，例如：el pan “面包”。
  - 阴性，例如：la leche “牛奶”。
  - 不确性别的名词（西班牙语：sustantivos ambiguos）的性别，例如：linde “边界（bondary）”和 testuz “动物的前额（forehead）”。单词 internet 使人疑惑：是依照其它英语外来词一样作为阳性，还是以 net 像 red 一样作为阴性。单同 azúcar“糖（sugar）”可以作为阳性配以 el、也可以作阴性配以 la，或者（奇怪的）作为阴性但配以 el（或许是从中世纪西班牙语遗留下来的，有 a- 开头的名词的冠词总是使用 el，不分性别、不分重音）。西班牙的主要基出阳性的语言，因此似乎以阳性为标准使用： el、este、ese、tanto 特别是当参照的情况下，性别不是规定。任何形容词同意它通常是男性西班牙和女性在拉丁美洲： el azúcar moreno o blanco / el azúcar negra o rubia。Mar “海洋”通常是阳性，但在诗歌和水手的语言中是阴性。Arte 是阳性的单数形式和阴性的复数形式，虽然它作为阴性单数形式时意思是“艺术的形式”，在作为阳性复数形式时表达 los artes de pesca “渔具”。
  - 以重音 /a/ 开头的单词，例如 agua “水”，看上去它的性有些含糊，但其实不是的。这样的单词，采用阳性冠词，在其单数形式使用定冠词 el 和不定冠词 un；在这些名词需要修饰语的时侯，那些它们还采用修饰词的单数形式 algún（而不是 alguna）和 ningún（而不是 ninguna）。类似的词语包括：el alma / un alma “灵魂”、el ala / un ala “翅膀”、el águila / un águila “鹰”，el hacha / un hacha “斧头”。它们仍然是阴性，其单数或复数形式采用阴性的修饰词（除了先前提到的那些情况外），其复数形式采取阴性的冠词，如：las aguas frías'' “冰冷的水”。
  - 有时候，两个同音词会有所不同性别，例如：el capital “资金（funds）”和 la capital “首都”；el cura “牧师（the priest）”和 la cura “治疗（the cure）”。

### 由单词尾确定性别
以 -o 结尾的名词都是阳性，除了少数不知名的例外 mano “手（hand）”和少数的一些单词从长单词简化的单词如: foto “照片（photo）”从长单词 fotografía 而来，moto “摩托车（motorcycle）”从长单词 motocicleta 而来；以 -a 是典型的阴性，有一些不知名的例外情况；其它元音和辅音通常不是阳性而是阴性，尤其是谈到女人 (la madre) 或以 -ción/sión、-dad/tad、-ez 结尾（la nación、la televisión、la soledad、la libertad、la vejez）。
有一小组来源于希腊语以 -ma、-pa 或 -ta 结尾的词为阳性：problema “问题（problem）”, lema “引理、座右铭（lemma、motto）”，tema “主题、话题（theme、topic）”，sistema “系统（system）”，telegrama ("telegram"), poeta “诗歌（poet）”，planeta “行星（planet）”等等。
以 -ista 结尾的词referring to a person can generally be either gender: el artista, la artista, “艺术家、女性艺术家（the artist、the female artist）。对于以 -ante 或 -ente 结尾的词也是如此，虽然有时会使用以 -a 结尾的单独的阴性形式。
取自外语的单词：
- 采用该语言中的性别，如果是中性或无性别则视为阳性（所以英语名词被视为阳性）
- 采用它看上去的性别（例如：la Coca-Cola 因为其以 -a 结尾）
- 采用最接近的相关西班牙语单词的性别（例如：la Guinness 因为 la cerveza）

### 专有名词的性

#### 人名
人的名字要与人的性别一致，即使在句子中看上去是相反的：
- Chema es guapo
- Amparo es guapa

#### 地名
因其使用地方不同而不同，你可以选择使他们：
- 如果名称结尾为 -a 为阴性，其它则为阳性：
  - la Barcelona de Gaudí
  - el Londres de Dickens
- 与基本名词一致 el pueblo 或 la ciudad：
  - Nueva York（城市）
  - la antigua Cartago（城市）
  - Fraga es pequeño（村庄/小镇）
- 总是阳性：（对一些人来说这种用法看上去是错误的）
  - Barcelona no es pequeño
  - Londres no es pequeño

在上面例子中的 New York，Nueva 是其实际名称的修饰词，所以不能是阳性；但是 New Mexico（“新墨西哥”）译为 Nuevo México 被认为是阳性, 因为 México 是一个阳性名词。

#### 河流
河流是阳性，因为基于其阳性名词 río。按照古罗马信仰，河流（amnes）是男性神也可能影响到这一点。少数本地河流，有可能是阴性，但阳性始终是安全和正确的。
- el [río de la] Plata = "The River Plate"（字面意思为“银色的河”）
- el [río] Támesis = "The River Thames"
- el [río] Tajo = "The River Tagus"
- el [río] Colorado = "The Colorado River"（字面意思为“红色的河”）
- el [río] Cinca / la Cinca = "The River Cinca"（在阿拉贡比利牛斯山）

### 中性的痕迹
虽然西班牙语一般被认为有两个性别，它的祖先拉丁语却有三个。从三个性别到两个性别的转变大体完成；然而，残余的中性仍然可以看到。安德烈斯·贝略在他对拉丁美洲西班牙语语法的研究工作中提到了这一点。
很多知名的代词，如 ，este, ese, aquel 和 él，他們的中性形式分别是 esto, eso, aquello 和 ello。这些词对应英语中的"this", "that", "that"（比 aquello 更常见）和 "it"。另外，单词 lo，虽然通常被认为是阳性，某些情况下也可以被认为是中性。它也可以用于替代 el 而成为冠词“the”的中性形式, as in lo mismo, "the same".  贝略也提到了这些单词如 nada, poco, algo 和 mucho 在一些性况下可以被用于中性。
中性形式，例如 esto 被保留，因为不同于拉丁语中的大大多名词，阳性和中性的对于这些代词差异并不取决于一个最终的辅音。例如，大多数 第二变格 拉丁语中性单数中其主格以 -um 结尾，非中性的对应方往往会以 -us 结束。 当最后的辅音在这些结尾丢失时，它们都变成了 -u，在西班牙中变成了 -o。然而，拉丁语 iste 的中性形式为 istud；前者成为了西班牙语的 este，后者成为了 esto。

## 数
有两种语法数量：单数和复数形式。单数形式是见于字典的基本形式。复数的是表示在大多数的话通过加入 -s 如果基本的形式结束不受力的元音或强调 -é，或者 -es 如果它结束一个辅音或强调元的其他比 -é. 注意，以 -y 结尾的词，如：rey，但发音一个元音，算作一个辅音（rey → reyes). 加 -es 某些名词产生的变化中的安放位置的压力，从而影响存在的重音标记（canción → canciones, bongó → bongoes 但 rubí → rubíes)，并且引起拼写改变茎结束 -c, g 和 z (lápiz → lápices, 压裂 → fraques). 单词结束在一个不受力的元音后 -s 或 x 是不变的复数形式。
阳性用于复数混和性别时（这包括）：los niños, 语法男性，意为“the children（孩子们）”或“the boys（男孩们）”；The feminine gender is exclusive in the plural: las niñas = "the little girls". 当必需在复数时特指仅仅是男性时，则要使用短语 los niños varones。女权主义者（及其讽刺作家）试图扭转这个短语的形式，如 las personas humanas jóvenes varones = "the young male human people"。
一些词形式上总是复数：pantalones（trousers“裤子”）、tijeras（scissors“剪刀”）。在许多方言中，尽管这些词的语义是，但它们的词形却用单数形式替代：pantalón、tijera。
在表达一个无限期的确定、单一形式使用（不同于英文，其中"某一"和"任何"倾向于修复数的名词).
- Si hay algún árbol, lo derribaremos = "If there is any tree, we will tear it down"
- Por cualquier medio = "By any means"

单词 ninguno “没有（no）”总是以单数名词短语形式出现，尽管有可能有很多存在：
- Ningún obstáculo se interpone = "No obstacle is in our way", "There are no obstacles in our way"
- No vi a ninguna mujer = "I saw no women", "I did not see any women"

单词 cualquiera 有一些复数形式是 cualesquiera，但是它从来没有在正式或技术用语之外使用。

## 指小、指大和后缀
一组非常有成效的后缀可以被添加到现有名词和形容词可以添加到已有的词汇后而形成新的名词。通常这只是稍微修改其含意，但它有时也会造成完全新的东西。
最常见的子集这样的后缀的 指小后缀子集，其传达的理念的积小、乌黑，等等。 (还对让条款的)。 西班牙语中最常见的指小后缀是 -it-。这在名词词根后加上它，并根据实际情况，加是添加到根的名词，并按照实际情况，加上适当保证性和数的一致性。
- planta → plantita / plantota  ("plant" → "little plant" / "big plant")
- vaso → vasito / vasote ("glass" → "little glass" / "big glass")
- niño → niñito / niñote ("small boy" → "little tiny boy" / "Big (little tiny) boy")

在一些其它情况下，后缀还可以用于贬义或轻视。
- señor → señorito “先生（Sir/Mister）” → “小先生（little sir/mister）”（嘲讽），相对于 señora → señorita “女士/夫人（Madame/Mrs）” → “小姐（Miss/Ms）”

当单词不以元音结尾或者说单词不以非重音的 -o 或 -a 结尾时，-it- 将变作 -cit- 用于指小。一致性标记按照其性别和数量添加：
- botón → botoncito / botonote
- Carmen → Carmencita
- mamá → mamita, mamacita
- madre → madrecita

当单词以 z 结尾时，稍有修改。因为 z 和软 c 在西班牙语中发音相同, an epenthetic e is inserted（注意其拼写发生了变化）：pez → pececito / pecezote。当以其它辅音结束时，没有固定的变化：azúcar → azuquítar 或 azuquita / azucota.
当单词以 -s 或 -te 结尾，有多种方法。

### 指小的习惯用法
指小的形式的选择经常标志着罗曼语族共存的各地域方言和相互的影响。一些受过教育的人在更正式演讲中为了更友好或更丰富多彩的表达方式，会将 -ito / -ita 或根本没有指小的情况，会使用一些本地的形式，有时侯会借用其它地区的指小形式。
所以，用来代替标准的 -ito，你可以找到：
- -illo / -illa，特别是在安达卢西亚（'quillo for chico 是一个典型的加的斯感叹词）。
- -ico / -ica，在阿拉贡、纳瓦拉、穆尔西亚，安达卢西亚东部、巴伦西亚的部分社区、La Mancha ……
  - 这个指小变化用于许多拉丁美洲国家，但只适用于以 -to、-ta 或 -te 结尾的名词，而在其他名词中使用 -ito / -ita。
- -ín / -ina 或 -ino / -ina 在阿斯图里亚斯的西班牙语中使用，与在阿斯图里亚斯语相同。
  - 这种形式也存在于西班牙语Rioplatense变种中，阿根廷和乌拉圭，由Enrique Santos Discépolo创作的阿根廷探戈 Cafetín de Buenos Aires 歌词“De chiquilin te miraba de afuera...”尤其著名。[3]
- ín / -ina，在埃斯特雷马杜拉或莱昂的西班牙语中使用，与莱昂语相同。
- -iño / -iña，在加利西亚的西班牙语中使用，与加利西亚语相同。
- -uco / -uca，在坎塔布里亚使用。
- -eto / -eta，在阿拉贡使用。
- -ete / -eta，在西班牙东部大部分地区使用，可能来自加泰罗尼亚语。
- -uelo / -uela。

在很多化石词形，这些可以在一些标准词中找到，例如：puerta → portillo, burro → borrico, Venecia → Venezuela, paño → pañuelo, calle → calleja → callejuela 等。
有时侯，当同时使用不同的后缀时，会使用不同的后缀进行变体：
- chico → chiquito → chiquitillo 等。

### 其它后缀
作为 -ito 的安达卢西亚（特别是塞维利亚）的词，-illo 也用作一种带有细微差别的“有趣一类的”特殊的指小后缀，它也可以用于创建新的名词：
- palo “棍子（stick）” → palillo “牙签（toothpick）”
- bolso “袋子（handbag）” → bolsillo “口袋儿（pocket）”
- guerra “战争（war）” → guerrilla “游击（hit-and-run warfare）”

同样的现象，-ón 也用在指大变化中：
- soltero “bachelor（单身男人）” → solterón “confirmed bachelor（坚定的单身主义）”
- soltera “single woman（单身女人）” → solterona “spinster（独身主义者）”
- puerta “door（门）” → portón “gate”/“large door（大门）”

另一个后缀，-azo 既可以表示“与以打击”也可以指大：
- puerta “door（门）” → portazo “slam of a door”
- mano “hand（手）” → manotazo ("a hit with the hand")
- cacerola “平底锅” → cacerolazo (both "a blow with a saucepan" or "a big saucepan", 也是敲锅游行的一种形式。
- Bogotá（哥伦比亚首都） → Bogotazo（Bogotazo，1948年4月9日的一起骚乱。
- Caracas（委内瑞拉首都）→ Caracazo（Caracazo, 1989年2月27日的一起暴动）。
- derecha “右手” → derechazo (either a "right-hander" when slapping someone, or a "right-handed pass with the cape" in bullfighting)
- flecha “arrow（箭头）” → flechazo “arrow shot" /“箭伤”，或者比喻“一见钟情”。